# 僕たちの嘘と真実 Documentary of 欅坂46
『僕たちの嘘と真実 Documentary of 欅坂46』（ぼくたちのうそとしんじつ ドキュメンタリー オブ けやきざかフォーティーシックス）は、2020年9月4日に公開された、日本のドキュメンタリー映画。女性アイドルグループ欅坂46の姿を追ったグループ初のドキュメンタリー映画。

## 概要
欅坂46の2016年4月のデビュー直後から現在に至るまでの未公開映像、再編集された数々のライブパフォーマンス、メンバーやスタッフのインタビューが収録されている。
2020年2月27日に、4月3日公開の決定が発表され、同日東宝公式YouTubeチャンネルで予告編を公開。映画公式サイト、欅坂46公式サイトでポスタービジュアルも解禁され、2019年9月に東京ドーム公演で「語るなら未来を…」をパフォーマンスした際の写真が採用された。しかし、3月12日に新型コロナウイルスの影響により公開延期が発表され、8月11日に変更後の公開日が9月4日に決定したことが告知された。公開が延期された4月以降の活動も追加撮影を続け、グループの最新状況を映し取るとともに、追加撮影に伴い上映時間が拡大され、一部の楽曲やインタビューが差し替えられている。
公開前日の9月3日に「渋谷ストリーム」で「前夜祭イベント中継付き上映会」が開催され、メンバーと監督が登壇した 。
2021年2月3日、Blu-ray・DVDが発売。今作では、音響担当の北田雅也の「映画館と同じ音響を収録できないか？」という思いから、映画作品初のバイノーラル録音が実現した。

## スタッフ
- 監督：高橋栄樹[12]
- 企画：秋元康[12]
- 製作：今野義雄、大田圭二、秋元伸介、安齋尚志[12]
- エグゼクティブプロデューサー：上田太地[12]
- プロデューサー：澁澤匡哉、上野裕平、竹下孝[12]
- 制作担当：瀬戸俊介[12]
- 音楽：大坪弘人[12]
- 音響：北田雅也
- 撮影：上池惟孝[12]
- 編集：伊藤潤一[12]
- 主題歌：「太陽は見上げる人を選ばない」（歌：欅坂46、作詞：秋元康、作曲：池澤聡）
- 制作：VISUALNOTES[12]
- 製作委員会：Seed & Flower、東宝、Y&N Brothers、NHKエンタープライズ[12]
- 配給：東宝映像事業部[12]